# Zoo de Shanghai
Le zoo de Shanghai est un parc zoologique situé à Shanghai, en Chine, fondé le 25 mai 1954.

## Description
Sur 74 ha, le zoo de Shanghai présente plus de 400 espèces différentes dont le panda et plusieurs sous-espèces de tigre, notamment le tigre de Chine méridionale, la sous-espèce la plus gravement en danger. Bien que la qualité des zoos chinois soit généralement assez mauvaise, le zoo de Shanghai fait office de modèle, en proposant de larges enclos.

## Galerie

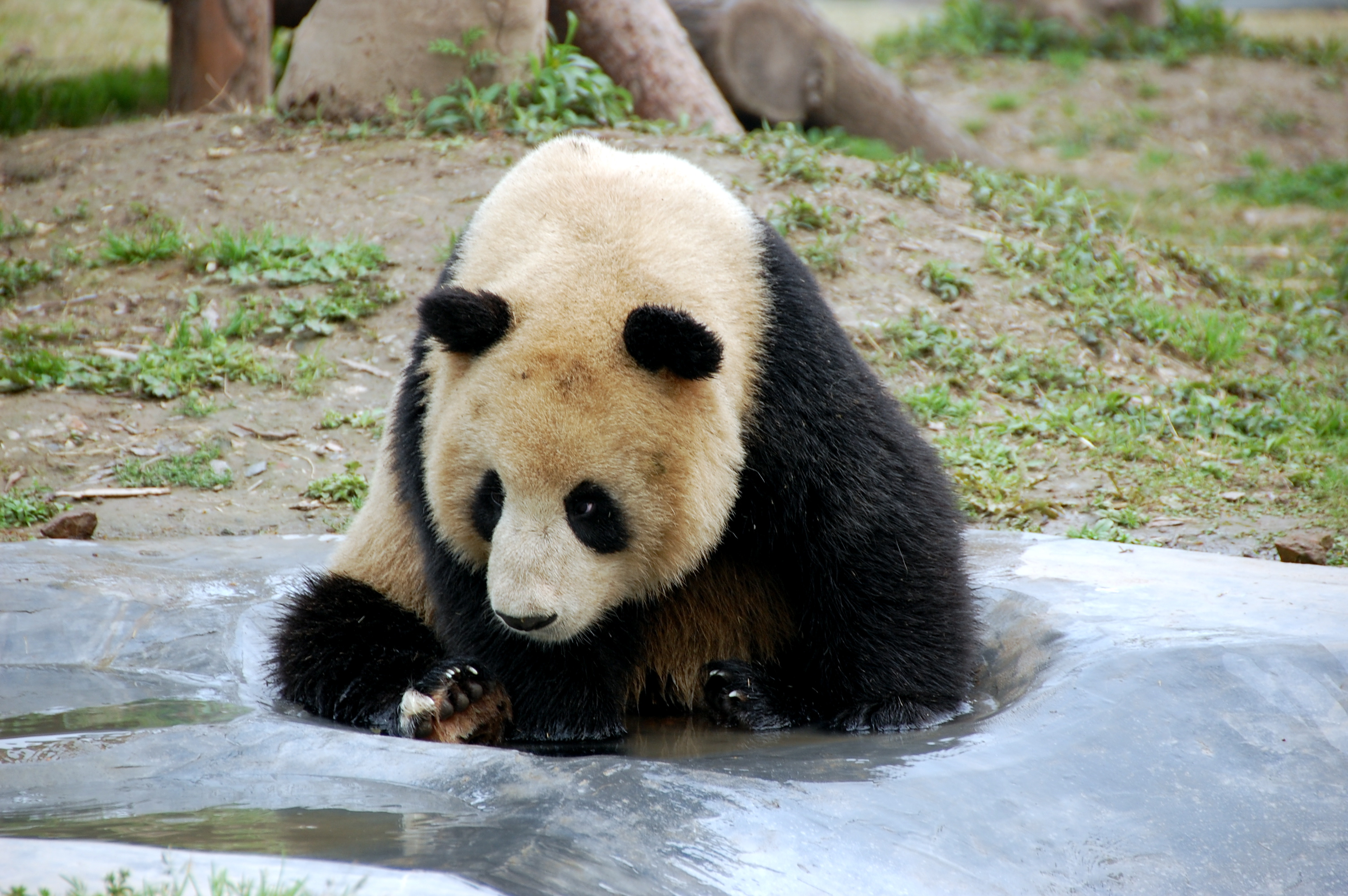
Panda du Zoo de Shanghai.
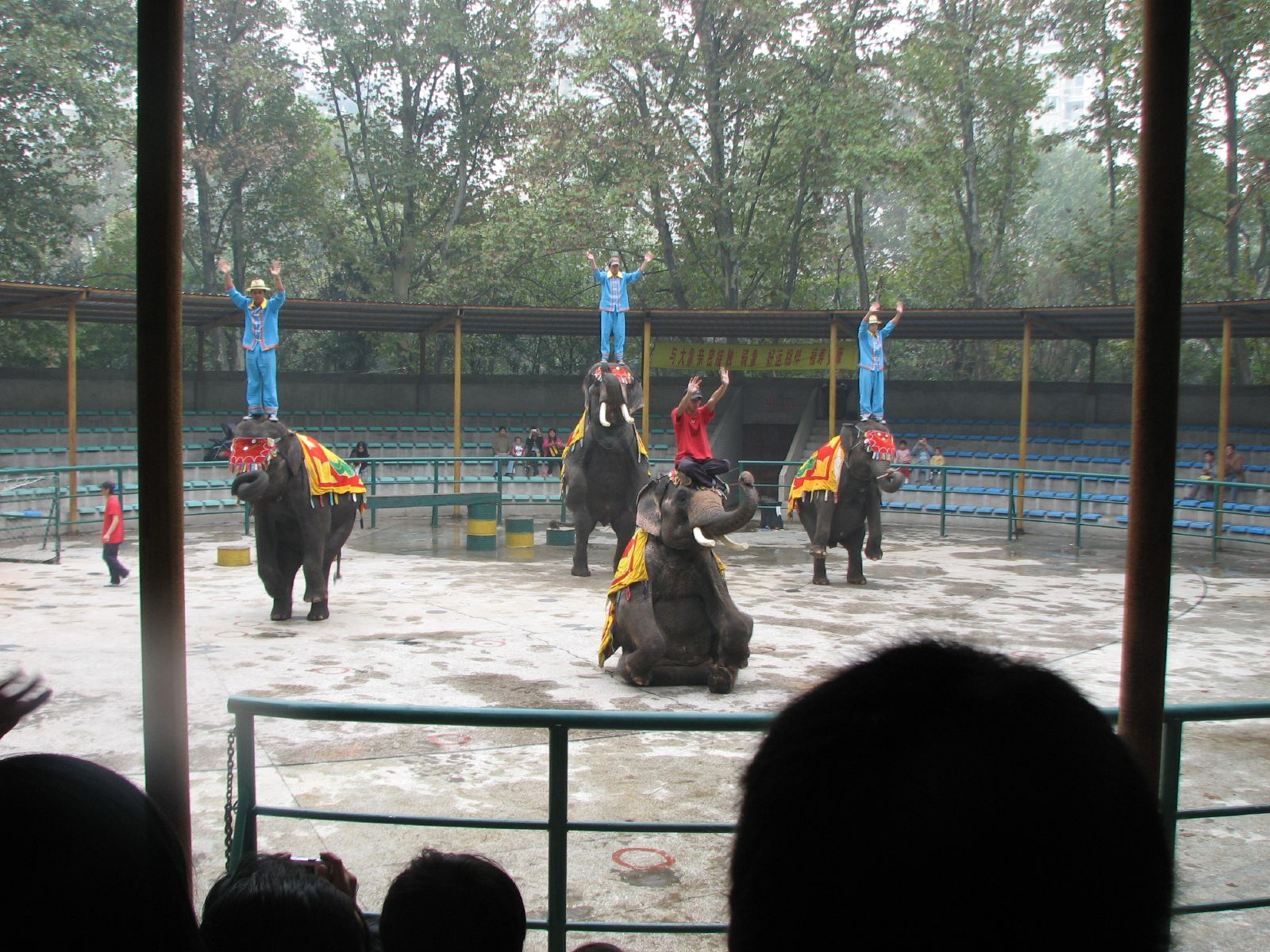
Spectacle d'éléphant d'Asie au zoo de Shanghai.